# Метеорологична станция
Метеорологичните станции са съоръжения, снабдени с инструменти за извършване на наблюдения и измервания на атмосферните условия с цел изготвянето на прогнози за времето и изследване на закономерностите в климата.
Агрометеорологична станция е метеорологична станция, която извършва метеорологични наблюдения върху фазите на развитие на селскостопанските растения, състоянието им и добивите от тях, както топлинните и водните запаси в почвата.

## Извършвани наблюдения и измервания
Наблюденията, които се извършват в метео-станциите са както следва:
- вятър – посока и сила;
- облачност – обща и ниска;
- вид на облаците;
- видимост;
- температура на въздуха – срочни и екстремни;
- влажност на въздуха;
- атмосферно налягане;
- валежи – количество и вид;
- снежна покривка;
- общо състояние на почвата;
- влажност на почвата;
- температура на почвата;
- листна влажност;
- слънчево греене – времетраене и интензивност
- атмосферни явления
- естествен радиационен фон

Най-често наблюденията в метеорологичните станции се извършват трикратно в денонощието – 7 (8), 14 и 21 часа, но по-съвременните модели извършват измервания и предаване на данни на всеки 10 мин. Базово изискване за системата на Световната метеорологична организация в Женева е всички наблюдения да стават при еднакви положения на слънцето по отношение на всяка станция.
Времето за метеорологичните наблюдения, като хронологично понятие, се дели на истинско слънчево денонощие, поясно време, местно (локално) време) и др. Поясното време дели територията на планетата на 24 меридионални плоскости. България е разположена във втория пояс, между 22,5 и 37,5° източна дължина. Нашето официално време е с 1 час по-напред от средноевропейското и с 2 часа по-напред от западноевропейското време. Меридианът, показващ точното време минава през Черно море, така че България е изцяло разположена западния сектор на втория пояс. По този начин реалното закъснение спрямо истинското време е с 8 минути за Варна, с 10 минути за Добрич, с 27 минути за София и т.н.. Тази разлика следва да бъде съобразена при извършване на наблюденията на метеорологичните уреди. Възприемането на лятно време не променя нормалния час на наблюденията и те се извършват съответно с 1 час по-късно.

## Разполагане на метеорологичните станции
Стандартно, метеорологичните станции се разполагат така, че да осигурят набиране на представителни данни за целия принадлежащ регион. Местоположението на станцията следва да бъде открити терени, отдалечени от препятствия (сгради, дървета - валидна е формулата за 3 пъти по-голямо разстояние до най-близкия обект спрямо височината му), оживени пътища и по-големи водни басейни, които биха оказали несвойствено влияние върху данните.
Размерите на метеорологичните станции варират: от 20/20 метра за първоразрядните станции, 10/10 метра за второразрядните и 7/7 метра за треторазрядните станции. За нуждите на отбраната и за стратегически обекти се използват и специални метеорологични станции, чийто размери са съобразени със специалните уреди, които се ползват.